# Stephen Russell Mallory

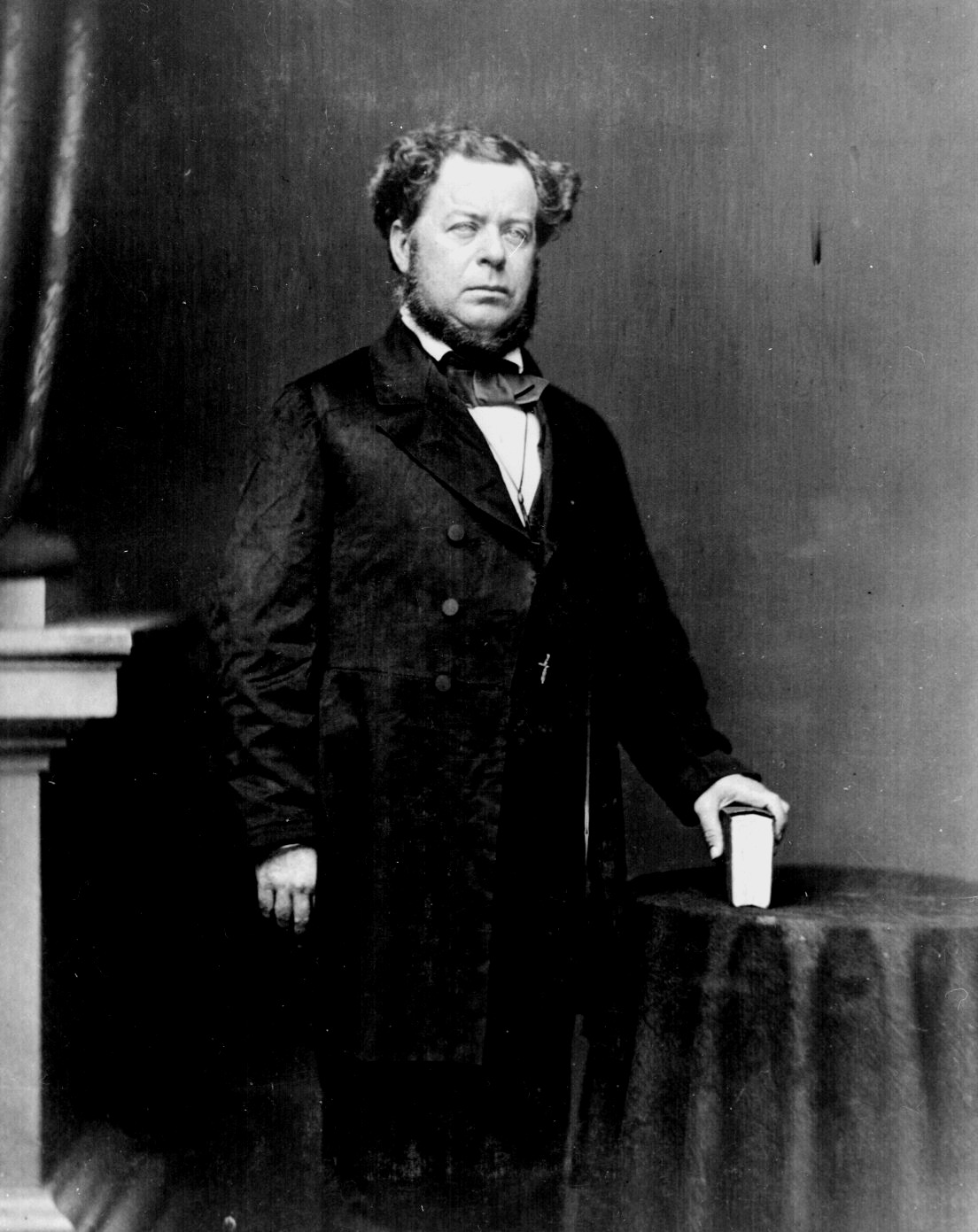
Stephen Russell Mallory (±1860)

Stephen Russell Mallory (Trinidad, 1813 – Pensacola, 9 november 1873) was een Amerikaans senator en tijdens de Amerikaanse Burgeroorlog minister van Marine van de Geconfedereerde Staten van Amerika.
Geboren op het eiland Trinidad, emigreerde Mallory samen met zijn familie in 1820 naar Key West, een eiland dat deel uitmaakt van de staat Florida. Hij vestigde zich als advocaat en werd in 1851 voor de Democratische Partij verkozen in de senaat, waarin hij zetelde tot 1857. Mallory gold er als een expert in maritieme aangelegenheden en voorzitter van de senatoriale commissie voor de scheepvaart. Tijdens de aanloop naar de Burgeroorlog pleitte Mallory aanvankelijk voor verzoening tussen Noord en Zuid, maar hij nam ontslag uit de senaat na de secessie van Florida. In februari 1861 benoemde president Jefferson Davis hem tot minister van de Marine. Mallory was de enige Geconfedereerde minister die de hele oorlog in functie zou blijven. Mallory bouwde met erg beperkte middelen een oorlogsvloot uit, onder meer door enkele schepen in Europa te kopen. Bekendste was de CSS Alabama, die meermaals de Noordelijke zeeblokkade van de Geconfedereerde havens zou weten te doorbreken. Hij liet ook de zogenaamde ironclads bouwen, waaronder de CSS Virginia. Eveneens vernieuwend waren het gebruik van de onderzeeboot CSS Hunley en de torpedo. Mallory zat na de oorlog een tijd gevangen, maar kon terugkeren naar Florida en zich opnieuw vestigen als advocaat. In de kranten sprak hij zich uit tegen het Republikeinse Reconstructionprogramma. Hij overleed in 1873 op 60 jarige leeftijd.
- Gemeinsame Normdatei: 119062585
- International Standard Name Identifier: 0000 0000 3647 0726
- Library of Congress Control Number: n86011910
- National Archives and Records Administration: 10568012
- Nationale Bibliotheek van Israël: 987007279439605171
- SNAC: w6bk214r
- Biographical Directory of the United States Congress: M000084
- Virtual International Authority File: 62350118
- WorldCat: E39PBJt3VmV6dGf3X6vvyWtR8C